# Adaejah Hodge
Adaejah Hodge (* 21. März 2006 auf Tortola) ist eine Leichtathletin von den Britischen Jungferninseln, die sich auf den Sprint spezialisiert hat. Aktuell ist sie Inhaberin des Landesrekordes über 100 Meter und sie ist U20-Nordamerikarekordhalterin über 200 Meter in der Halle.

## Sportliche Laufbahn
Adaejah Hodge wuchs in Douglasville in den Vereinigten Staaten auf und sammelte 2022 erste internationale Erfahrungen, als sie bei den CARIFTA Games in Kingston in 11,29 s die Goldmedaille im 100-Meter-Lauf in der U17-Altersklasse gewann und auch über 200 Meter in 23,42 s siegte. Zudem gewann sie auch im Weitsprung mit 6,20 m die Goldmedaille. Im Jahr darauf lief sie die 200 Meter in der Halle in 22,33 s und stellte damit nicht nur einen Landesrekord, sondern auch einen U20-NACAC-Rekord auf. Ende April verbesserte sie zudem den Landesrekord über 100 Meter auf 11,11 s und löste damit Tahesia Harrigan als Rekordhalterin ab. Über 200 Meter startete sie im August bei den Weltmeisterschaften in Budapest und schied dort mit 22,96 s im Halbfinale aus. 2024 nahm sie an den Olympischen Sommerspielen in Paris teil und schied dort mit 22,70 s im Halbfinale über 200 Meter aus. Anschließend siegte sie bei den U20-Weltmeisterschaften in Lima in 22,74 s über 200 Meter und sicherte sich in 11,27 s die Silbermedaille über 100 Meter.
2024 wurde Hodge Landesmeisterin im 100- und 200-Meter-Lauf.

## Persönliche Bestleistungen
- 100 Meter: 11,11 s (+1,7 m/s), 29. April 2023 in Lubbock (Landesrekord)
  - 60 Meter (Halle): 7,22 s, 10. März 2024 in Boston
- 200 Meter: 22,82 s (−0,4 m/s), 23. August 2023 in Budapest
  - 200 Meter (Halle): 22,33 s, 12. März 2023 in Boston (Landesrekord, U20-NACAC-Rekord)
  - 300 Meter (Halle): 37,96 s, 12. Januar 2024 in Virginia Beach (nationale Bestleistung)
- 400 Meter: 53,26 s, 14. Mai 2022 in Carrollton
  - 400 Meter (Halle): 54,30 s, 18. Februar 2022 in Columbia
- Weitsprung: 5,75 m (+0,5 m/s), 17. April 2022 in Kingston